# Calcificació
|  | Per a altres significats, vegeu «Aigua dura». |

La calcificació és el procés pel qual les sals de calci es concentren en el teixit biològic tou fent que aquest s'endureixi. Les calcificacions es poden classificar sobre si hi ha equilibri o no i la localització de la calcificació.
La quasi totalitat del calci de l'organisme està situat al teixit ossi i a les dents. De forma patològica, els dipòsits calcaris anormals es poden produir fora d'aquestes localitzacions que llavors se'n diuen "calcificacions".
El dipòsit càlcic apareix en microscopi sota la forma de petites masses amorfes o de grànuls fins de color violaci.

## Causes
Les causes més freqüents de les hipercalcèmies són els tumors malignis osteo-destructius primitius (exemple: mieloma) o metastàtics (metàstasi òssia).
Les calcificacions de teixits tous (artèries, cartílag, vàlvules cardíaques, etc.) pot ser causada per deficiència en la vitamina K o per la pobra absorció de calci per una alta relació calci/vitamina D. Això pot ocórrer amb equilibri mineral o sense.
La ingestió d'una quantitat excessiva de vitamina D pot causar hipervitaminosi de vitamina D i que l'intestí prengui massa calci quan això està acompanyat per la deficiència en vitamina K. Això pot resultar en la calcificació de les artèries i d'altres teixits tous.

## Símptomes
La calcificació es pot manifestar al cos en diverses maneres. Diverses condicions poden ser causades per una pobra absorció del calci:
- càlcul dental
- durícies
- Artritis en els ossos
- Pedra al ronyó
- Os heterotòpic

## Localització
- Calcificació esquelètica
- Calicificació extraesquelètica
  - per exemple, calcifilaxi
- Cervell (p.e. Síndrome de Fahr)

## Tractament
El tractament de l'alta relació de calci/vitamina D es pot fer fàcilment augmentant la ingestió de vitamina K o de més vitamina D.